# Gerry Daly
Gerard Anthony „Gerry” Daly (ur. 30 kwietnia 1954 w Dublinie) – irlandzki piłkarz występujący na pozycji pomocnika. Trener piłkarski.

## Kariera klubowa
Daly karierę rozpoczynał w 1972 roku w zespole Bohemians. W 1973 roku przeszedł do angielskiego Manchesteru United. W Division One zadebiutował 25 sierpnia 1973 w przegranym 0:3 meczu z Arsenalem. W sezonie 1973/1974 spadł z zespołem do Division Two, jednak w następnym awansował z nim z powrotem do Division One, a w sezonie 1975/1976 zajął 3. miejsce w lidze.
Na początku 1977 roku Daly odszedł do Derby County, także grającego w Division One. Z Derby dwukrotnie był wypożyczany do amerykańskiego New England Tea Men z ligi NASL. Zawodnikiem Derby był do końca sezonu 1979/1980.
W 1980 roku został graczem zespołu innego zespołu Division One, Coventry City. W sezonie 1982/1983 przebywał na wypożyczeniu w Leicester City (Division Two). W 1984 roku przeszedł do Birmingham City. W sezonie 1984/1985 awansował z nim z Division Two do Division One. W Birmingham występował do końca sezonu 1985/1986. Następnie grał w Division Two w drużynach Shrewsbury Town oraz Stoke City, a także w Division Four w Doncaster Rovers oraz Telford United. W sezonie 1990/1991 był grającym trenerem Telford. Następnie zakończył karierę piłkarza, a w klubie pozostał już tylko jako szkoleniowiec. Pracował tam do 1993 roku.

## Kariera reprezentacyjna
W reprezentacji Irlandii Daly zadebiutował 16 maja 1973 w przegranym 0:2 towarzyskim meczu z Polską. 8 września 1976 w zremisowanym 1:1 towarzyskim pojedynku z Anglią strzelił swojego pierwszego gola w kadrze. W latach 1973–1986 w drużynie narodowej rozegrał 48 spotkań i zdobył 13 bramek.